# シェパニーズ
座標: 北緯37度52分46.49秒 西経122度16分8.46秒 / 北緯37.8795806度 西経122.2690167度

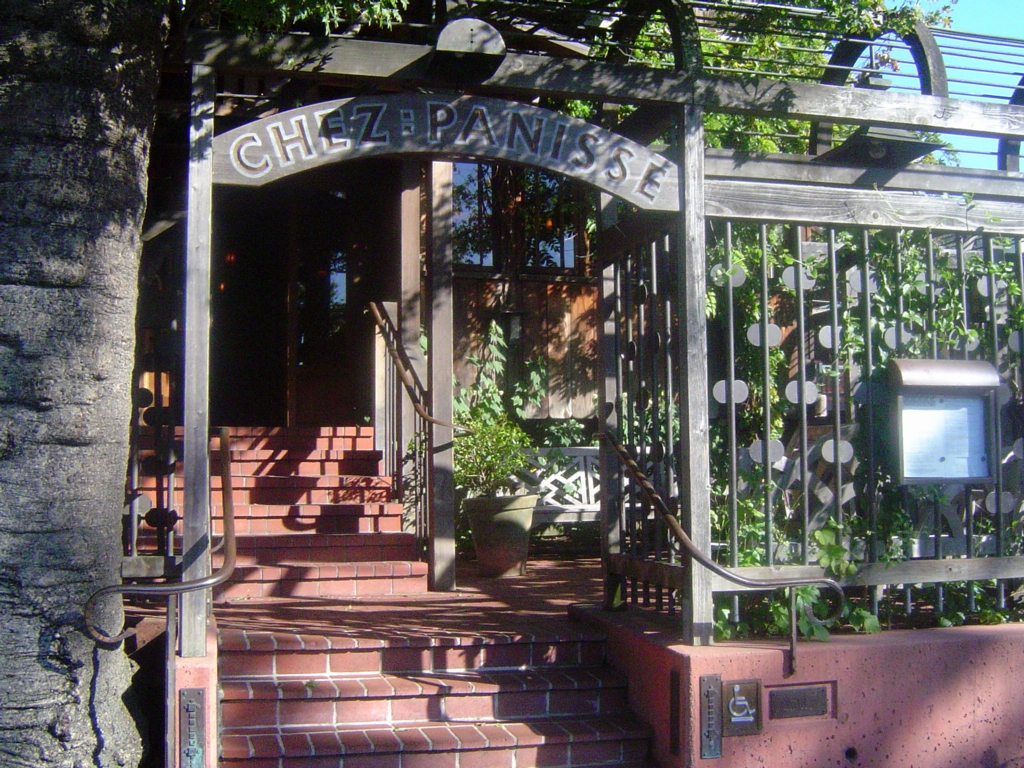
シェパニース正面入り口

シェパニース（Chez Panisse）はカリフォルニア州バークレーにあるレストラン。
地元産の有機栽培食材を用い、当初はフレンチ料理を提供していたが1977年から1983年からにかけて徐々に 「カリフォルニア料理」と呼ばれる料理を創作するようになった。サンフランシスコ・ベイエリア＆ワインカントリー版ミシュランガイドでは、初版の2006年から1つ星が付けられていたが、2010年に星を失った。その後2020年から持続可能な慣行を評価するミシュラン・グリーン・スターが付けられている。ミシュランガイドがグリーン・スターを新たに設けた際、最初にその星が付けられたレストラン7店舗の1つだった。

## 概要
レストラン経営者、作家そして活動家であるアリス・ウォータースが、1971年に映画監督で後にUCバークレー教授となったポール・アラトウ（Paul Aratow）と共同で開店した。開店時からウオーターズは新鮮な地元食材を用い、食材の持つ美味しさを生かしたシンプルで伝統的な調理を行うことを提唱しファームトゥテーブル運動を先導した。地元の契約農家、酪農家、乳製品会社の食材を用いている。
シェパニーズは、英国レストラン誌により何度か世界のトップ100レストランに選ばれている。2002年から2008年には世界のトップ50レストランに選ばれ、2003年には12位に列されている。2007年にアリス・ウオーターズはレストラン誌から「Lifetime Achievement賞」を受賞し、過去50年でもっとも米国料理に影響を与えたとたたえられた。2001年にはグルメマガジンがアメリカで一番のレストランであると評した。

## 特徴

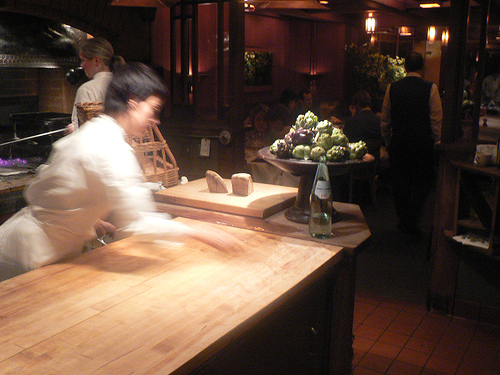
シェパニーズ一階キッチンとダイニングエリア

シェパニーズは、一階のレストランと二階のカフェからなり、それぞれ別のスタッフにより運営されている。レストランは日替わりで一種類の五皿からなるコースメニューのみが提供され、食事開始は午後5時30分と8時の二回のみである。カフェはレストランと異なり地中海料理から発想を得たアラカルトメニューを提供しており、昼食営業もある。日曜定休。
メニューは一週間前にWeb上に公開される。不定期にコンサートが開催される。

## 所在地
米国カリフォルニア州バークレー市シャタック通1517番地
（1517 Shattuck Avenue, Berkeley, CA 94709）